# 跟我一起來 (探險活寶)
〈跟我一起來〉（英語：Come Along with Me）是美國動畫影集《探險活寶》一部電視特輯，由四個小集連貫而成，是《探險活寶》的第十季、亦是整部系列的最後一集，在2018年9月3日於美國的卡通頻道首播。
在本集中，阿寶和老皮在他們的朋友——泡泡糖公主的陣營中，協助對抗泡泡糖公主來者不善的叔叔，甘博（Uncle Gumbald），戰爭一觸即發。當敵對的雙方好不容易理解暴力衝突並非必要，他們很快就必須團結起來，以保護哇賽秘境不被法力強大的邪惡神祇「刈包」毀滅。

## 劇情
在未來的一千年後，新的「哇賽秘境國王」——原本的嗶莫——在桂朵山山頂的城堡裡接見兩位訪客，長得像貓的「小米」（Shermy）和他的朋友「貝比」（Beth），並告訴他們在一千年前發生的「口香糖大戰」以及「世界末日」的故事：
阿寶、老皮以及泡泡糖公主即將面對與甘博邦陣營的戰爭。當戰爭即將開始，阿寶請求公主和甘博進行談判，而甘博和草阿寶一起前來。老皮見談判破裂，就把裝有「惡夢果汁」（Nightmare Juice）的瓶子砸碎，他們在它的煙氣影響下失去意識，在一場噩夢「昏睡世界」中甦醒。在夢中，泡泡糖和甘博經歷了對方的不幸生活（泡泡糖成為一個平凡的糖果人，而甘博試圖建立自己的王國但失敗了）。之後，在老皮的協助之下，阿寶和草阿寶兩人進入共同的記憶保險箱；草阿寶在他的意識中殺死草惡魔，代價是他草做的身體會逐漸解體；由於宇宙貓頭鷹在夢中現身，這段夢境很快就成真。現實世界中，儘管經歷這些夢境的五個人很快便醒來，泡泡糖公主向甘博表示希望恢復和平；結果甘博想暗算泡泡糖，卻被自己的一瓶「笨笨水」所害。他陣營的另一領袖蘿莉姑媽（Aunt Lolly）決定不計前嫌和泡泡糖一起締造和平。
這時，象徵混亂的神明「刈包」（GOLB）突然降臨，把在場的許多糖果人變成怪物。已經成為火星王的「國王人」（King Man，即魔法哥）請求冰霸王，希望冰霸王能阻止他的未婚妻貝蒂，她為了救冰霸王而不斷施法，卻把「刈包」引來哇賽祕境。結果，冰霸王、貝蒂，以及在旁邊要幫忙的阿寶被「刈包」吞下肚。泡泡糖公主和她的盟友們團結起來對抗怪物，過程中她差點被怪物壓死，吸血鬼瑪瑟琳見狀，一怒之下把怪物摧毀；看到泡泡糖安然無恙，兩人便接吻。但是怪物們太過強大，摧毀了沿路上的一切，包含阿寶和老皮的樹屋。老皮看到樹屋被毀痛不欲生，嗶莫在廢墟裡唱歌以安撫他。同時，泡泡糖發現「刈包」和他的怪物們厭惡歌聲所帶來的和諧，所以她讓眾人跟著嗶莫合唱《Time Adventure》來抑制「刈包」的魔力。另一方面，阿寶等人被吞下後，落入一個不斷縮小的紅色空間，「刈包」正在「消化」他們。這個「消化」過程剝除了冰霸王與貝蒂的魔法，讓他們變回人形、恢復理智。皇冠暫時失去魔力，冰霸王變回賽門並與貝蒂相認，貝蒂坦承自己為了破除皇冠的魔法而不惜借用「刈包」的力量。他們四周的牆不斷向內壓縮空間，阿寶一直徒勞抵抗到他放棄，直到嗶莫等人的歌聲給他們開了一個小洞直通「刈包」體外。阿寶和賽門逃脫，貝蒂卻留下，希望以皇冠的逐漸恢復的力量來驅逐「刈包」。最後，貝蒂被吞噬，與「刈包」融合為一並離開哇賽秘境，它離開後皇冠掉出；皇冠被阿鵝撿到並戴上，兩者合為一體，變成一個酷似冰霸王的生物「Ice Thing」。草阿寶死後化為一顆具有劍形的種子，阿寶和老皮種下後，迅速長成一棵樹，枝條上插著一把新生的阿寶劍。
時間回到一千年後，當小米和貝比問起故事的後續，嗶莫只回答「（他們）繼續悠哉過日子」便送客了。不久，小米和貝比找到了草阿寶長成的大樹，他們爬到樹頂並拔出阿寶之劍。小米舉劍而貝比在旁側臥，就像阿寶與老皮每次在主題曲中所做的動作一樣。

## 製作

### 幕後製作
在《探險活寶》最後一季製作期間，卡通頻道以及一些製作人員都曾提及這個影集的收尾。如奧利維亞·奧森（艾薇爾的配音）曾說因為這樣的討論已經有一段時間，「影集的結局被一拖再拖」。羅伯特·索乍跟《洛杉磯時報》提及卡通頻道要結束《探險活寶》的決定時，說：
「《探險活寶》對卡通頻道的重要性越降越低，不過我們還是製作了非常多集。而且我也開始覺得『（把結局製作出來）不是一個公司倉促得出的決定，它是需要經過長期討論的』；況且如果我們不及時處理這件事，隨著卡通頻道的觀眾們年紀變大、觀眾群也跟著改變，我們可能來不及給他們一個完整的大結局。」

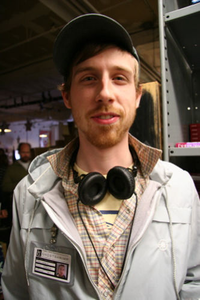
背景畫師Ghostshrimp是探險活寶的前製作人員之一，和其他一些已經離開團隊的人一樣，為了這集完結篇回歸參與製作。

於是，卡通頻道在2016年9月29日宣布，《探險活寶》將在第十季結束。
這部特別篇由湯姆·赫畢希、史特夫·沃爾菲德、亞歷克斯·森瓦爾德、山姆·阿爾登等人起草劇情，再由赫畢希、沃爾菲德、艾許利·柏區、導演亞當·穆托、肯特·奧斯伯恩以及本劇原創人潘得頓·沃德等編寫故事。前背景製作人Ghostshrimp也回來協助製作，他先前在第四季製作期間就已經離開製作群。
根據奧斯伯恩所言，卡通頻道在本劇完結之前，給編劇們「有充分時間想出結尾的機會」。在一場《電視指南》的採訪中，穆托解釋在最後一集以前，已經安排許多配角在其他之前的集數中結束劇情支線，「以免到最後要塞太多東西」；把他們輕輕帶過，使得最後一集「不會這麼擁擠」。
泡泡糖公主和艾維爾有接吻一幕，並且在結局時發展出相當親暱的感情。穆托提及這個橋段時說「關於這樣的發展一直歷經爭論……一開始它當然不在計畫之中。這是一路漸漸發展起來的情感。」原來的劇本大綱只說讓兩個角色「共處」，而最後漢娜·K·奈斯特倫就針對這段感情自由發揮。穆托表示：「當漢娜這麼寫劇情時，劇本裡被寫了個『拜託！』，驚嘆號寫得很大。這點當然我無法反駁。」
根據2016年11月中旬時的編劇彭達維斯所言，最後關於劇情的討論在11月21日進行。奧斯伯恩的推文則顯示，在阿爾登以及奈斯特倫在場的情況下，動畫腳本的最後版本在11月28日脫稿；之後在同年12月的第三周完成製作。根據一些配音演員如瑪莉亞·班福德與安迪·米洛納克斯的說法，配音在2017年1月31日結束。
像之前的迷你劇系列〈艾薇爾的神秘特輯〉、〈島嶼大進擊〉、〈拯救哇賽祕境〉一樣，《跟我一起來》有一個獨特的片頭。這個片頭動畫部分由湯淺政明的公司Science SARU製作，情節由沃爾菲德設計。

### 音樂

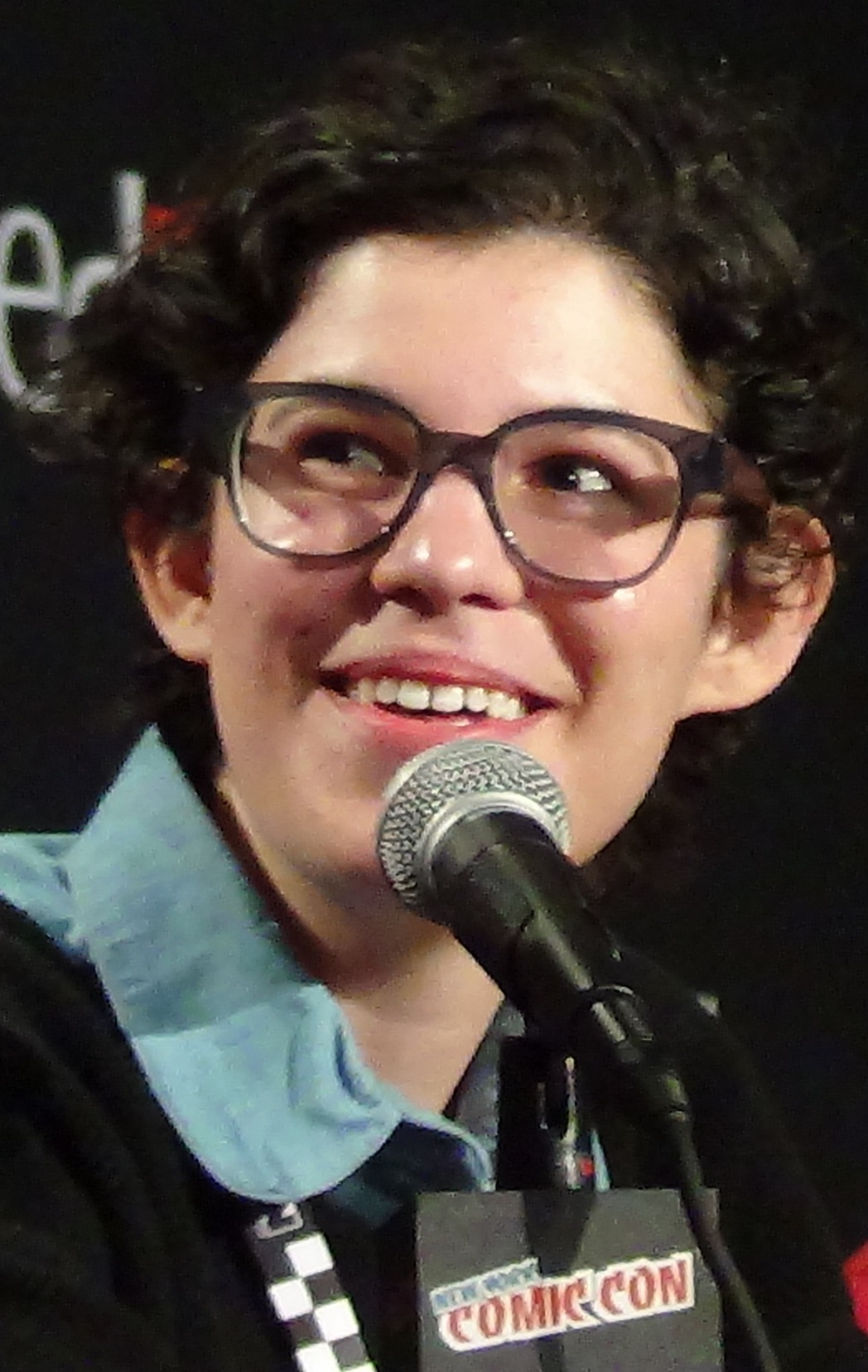
前故事總監芮貝卡·薛格回來為《Time Adventure》譜曲。

曾任《探險活寶》故事總監、後為動畫《神臍小捲毛》的創作者的芮貝卡·薛格也回來為製作團隊製作配樂《Time Adventure》，嗶莫對老皮唱這首歌來安慰他。薛格如此詮釋這首歌：
「我想寫的是，即使一個東西沒有了，它還是會如何存在於過去，沒有東西會真的消失；你就是會這麼覺得是因為，我們身為人，心思要正常運作，同一時間只能處理一件事情。我相當懷念我參與《探險活寶》工作的過去，當我覺得我彷彿還在跟亞當（穆托）共處一室一起寫故事時，我覺得很欣慰。當時我樂在工作，和他一起腦力激盪後坐下在紙上作畫，用牆上黏的便利貼上把那些故事製作出來。就像在1930年代，當時的人用便條作曲、編舞，用那種最傳統的方式製作卡通一樣。」
這首歌在2018年的聖地牙哥國際漫畫展首度亮相，薛格開玩笑說，她寫這首歌「是因為她沒辦法擺脫（探險活寶）」。約翰·迪·馬吉歐說：「在那最後一天，我們為這終究要來的——由芮貝卡·薛格寫的——最後一首歌錄音。當時我要唱這首歌時，承受不住……（當下就覺得）說：『謝謝你，芮貝卡·薛格。這首歌真優美。』」
薇洛·史密斯在這部特集裡客串演出，為貝比配音。她也為片頭動畫歌曲配音。史密斯是這部影集的粉絲，她在2015年的專輯《地猿》中，有一首歌〈Marceline〉就是以艾維爾這個角色命名。

## 迴響
首播當天在美國，〈跟我一起來〉有92萬人收看，在18到49歲的觀眾群中尼爾森收視率為0.25；當日最多人觀賞的有線電視節目中，《探險活寶》排名第二十五。
影音俱樂部的Oliver Sava給出「A」的評分，說這是「對（這部影集）特色的表揚」。Polygon的Eric Thurm寫道：「就看看它的成果——多年以來的對話，重要的不是探險本身，而是過程中你所接觸的人們以及同時產生的情感——《探險活寶》把自己提升到，為具有其他心情、觀點的所有人，打開哇賽秘境的未來……」IGN的Daniel Schindel給這一集十分滿分，說「（它）成為《探險活寶》最棒的幾集不難，不過更重要的是，它給本劇一個完美的結尾。這個結尾同時是一個驚心動魄的驚嘆號、一個引人入勝的問號，以及一個哀戚靜謐的句號。」娛樂週刊的Darren Franich給這一集一個「A」、全劇一個「A+」，他的評論文章標題為「有史以來少有的偉大電視節目，有餘韻無窮的結局」。
IndieWire的Eric Kohn給的評分為「B」，指這一集「是個45分鐘的大攤牌和對抗的集合，讓《探險活寶》每個奇幻的世界合而為一，它們對這整個《探險活寶》最好到最壞的旅程致敬。」Kohn稱讚泡泡糖和艾維爾的感情，說：「很不幸，《探險活寶》到很後面才有辦法開始經營這些角色，儘管如此，這還是表現出它如何克服主流娛樂上比較保守的那一塊。」
Dylan Hysen說這一集「是有史以來最好的電視節目結局之一」、「超出我的想像」，因為它試著「把兼顧劇中很多面向……做得這麼的好」。Hysen 對於結尾寫道「對結局描寫的手法，真的如此詩意，我認為它和全劇的基調是有共鳴的」。
戴夫·特朗波在Collider寫道，這個結局「是一直你所期待會在動畫影集看到的那一種」、「做得很完美……維持全劇一直以來的風格，同時又在觀眾期望的推力之下，給這個神話一個令人滿意的結尾」。特朗波讚許結局的開放性以及其感情的價值，下結論說：「〈跟我一起來〉精心製作，值得在幾年後一看再看，正是你在《探險活寶》所希望看到的。」